# Cynthia Addai-Robinson
Cynthia Addai-Robinson est une actrice américano-britannique née le 12 janvier 1980  à Londres.
Elle est connue pour le rôle d'Amanda Waller dans Arrow et celui de Naevia dans Spartacus.

## Biographie
Cynthia Addai-Robinson est née à Londres ; sa mère vient du Ghana et son père est un citoyen américain. Elle a déménagé aux États-Unis quand elle avait 4 ans. Sa mère l'a élevée dans une banlieue de Washington DC.
Elle est diplômée de la Montgomery Blair High School (en) à Silver Spring dans le Maryland et a étudié à la Tisch School of the Arts avec un baccalauréat en beaux-arts.
De plus, elle s'est entraînée à la Lee Strasberg Theater Institute dans différentes formes de dance : ballet, jazz, claquettes.
Elle a reçu un entrainement des Navy SEAL et de la Zealand Special Forces durant le tournage de Spartacus.

## Filmographie

### Cinéma
- 2011 : Colombiana de Olivier Megaton : Alicia Restrepo
- 2013 : Star Trek Into Darkness de J. J. Abrams : une femme à San Francisco
- 2016 : Mr. Wolff (The Accountant) de Gavin O'Connor : Marybeth Medina
- 2018 : Closure d'Alex Goldberg : Yasmina
- 2020 : Always and Forever de Chris Stokes : Nicole Taylor
- 2025 : Mr. Wolff 2 (The Accountant 2) de Gavin O'Connor : Marybeth Medina

### Télévision

#### Séries télévisées
- 2002 : The Education of Max Bickford : Susan
- 2005 : New York, cour de justice (Law and Order: Trial by Jury) : Lillian Beaudriville
- 2005 : New York, section criminelle (Law and Order: Criminal Intent) : Jeannette
- 2006 : Justice : Debra Mortin
- 2007 : Les Experts : Miami (CSI: Miami) : Courtney Rinella
- 2007 : Dirt : Michelle
- 2007 : Entourage : L'assistante d'Amanda
- 2007 : Life : Stéphanie
- 2009 : Numbers : Trisha Moreno
- 2009 : Les Experts : Manhattan (CSI: NY) : Dr Karita Nevill
- 2009 : Flashforward : Debbie
- 2010 : NCIS : Los Angeles : Une hôtesse de l'air
- 2012 - 2013 : Spartacus : Naevia
- 2013 : Vampire Diaries : Aja
- 2013 : King and Maxwell : Megan Ainsley
- 2013 - 2016 : Arrow : Amanda Waller
- 2014 : Dallas : Une détective privée
- 2015 : Texas Rising : Emily West
- 2016 - 2018 : Shooter : Nadine Memphis
- 2016 - 2019 : Chicago Med : Vicky Glass
- 2019 - 2020 : Power : Ramona Garrity
- 2020 : Stumptown : Violet
- 2022 : Le Seigneur des anneaux : Les Anneaux de pouvoir (The Lord of the Rings: The Rings of Power) : Tar-Míriel

#### Téléfilms
- 2007 : A.M.P.E.D. de Robert Lieberman et Frank Spotnitz : Paige Moscavell
- 2010 : Edgar Floats de Jace Alexander : Dana
- 2013 : Jalousie maladive (Jodi Arias: Dirty Little Secret) de Jace Alexander : Leslie

## Jeux vidéo
- 2011 : L.A. Noire : Une passante (voix)
- 2014 : Lego Batman 3 : Au-delà de Gotham : Amanda Waller (voix)

## Voix francophones
En France
- Géraldine Asselin dans (les séries télévisées) :
  - Arrow
  - Chicago Med
  - Stumptown

- Flora Kaprielian dans (les séries télévisées) :
  - King and Maxwell
  - Spartacus

- Sara Martins dans :
  - Mr. Wolff
  - Shooter (série télévisée)

Et aussi
- Cécile Sportès[2] dans Flashforward (série télévisée)
- Aurélie Konaté dans Le Seigneur des anneaux : Les Anneaux de pouvoir (série télévisée)

Au Québec
- Marie-Evelyne Lessard dans Le comptable

## Distinctions

### Nominations
- Women's Image Network Awards 2015 : Meilleure actrice dans une série dramatique pour Texas Rising[4]